# Кубок СРСР з футболу 1976
Кубок СРСР з футболу 1976 — 35-й розіграш кубкового футбольного турніру в СРСР. Володарем Кубка вперше став клуб «Динамо» (Тбілісі).

## 1/32 фіналу
| Дата       | Команда 1                  | Рахунок            | Команда 2              |
| ---------- | -------------------------- | ------------------ | ---------------------- |
| 21.03.1976 | Амур (Благовєщенськ)       | 1:0                | Кузбас (Кемерово)      |
| 21.03.1976 | Даугава (Рига)             | 0:1                | СКА (Ростов-на-Дону)   |
| 21.03.1976 | Зірка (Перм)               | 3:1                | Жальгіріс (Вільнюс)    |
| 21.03.1976 | Кайрат (Алма-Ата)          | 1:0                | Спартак (Орджонікідзе) |
| 21.03.1976 | Кривбас (Кривий Ріг)       | 0:1                | Металург (Запоріжжя)   |
| 21.03.1976 | Нефтчі (Баку)              | 2:1                | Колхозчі (Ашхабад)     |
| 21.03.1976 | Ністру (Кишинів)           | 2:1                | Рубін (Казань)         |
| 21.03.1976 | Памір (Душанбе)            | 1:2                | Торпедо (Кутаїсі)      |
| 21.03.1976 | Пахтакор (Ташкент)         | 4:0                | Динамо (Махачкала)     |
| 21.03.1976 | Спартак (Івано-Франківськ) | 2:0                | Кубань (Краснодар)     |
| 21.03.1976 | Таврія (Сімферополь)       | 3:0                | Спартак (Нальчик)      |
| 21.03.1976 | Терек (Грозний)            | 1:1 дч, (пен. 4:5) | Янгієр (Янгієр)        |
| 21.03.1976 | Шинник (Ярославль)         | 2:1                | Уралець (Нижній Тагіл) |

## 1/16 фіналу
| Дата       | Команда 1                | Рахунок            | Команда 2                  |
| ---------- | ------------------------ | ------------------ | -------------------------- |
| 27.03.1976 | Динамо (Москва)          | 1:0                | Кайрат (Алма-Ата)          |
| 27.03.1976 | Зоря (Ворошиловград)     | 2:1                | Амур (Благовєщенськ)       |
| 27.03.1976 | Зеніт (Ленінград)        | 1:1 дч, (пен. 3:2) | Спартак (Івано-Франківськ) |
| 27.03.1976 | Карпати (Львів)          | 1:0                | Пахтакор (Ташкент)         |
| 27.03.1976 | Крила Рад (Куйбишев)     | 3:1                | Динамо (Мінськ)            |
| 27.03.1976 | Металург (Запоріжжя)     | 1:1 дч, (пен. 4:5) | Динамо (Тбілісі)           |
| 27.03.1976 | Ністру (Кишинів)         | 0:1                | Торпедо (Москва)           |
| 27.03.1976 | СКА (Ростов-на-Дону)     | 0:1                | Арарат (Єреван)            |
| 27.03.1976 | Спартак (Москва)         | 3:4 дч             | Таврія (Сімферополь)       |
| 27.03.1976 | Торпедо (Кутаїсі)        | 0:1                | ЦСКА (Москва)              |
| 27.03.1976 | Шахтар (Донецьк)         | 1:0 дч             | Нефтчі (Баку)              |
| 27.03.1976 | Шинник (Ярославль)       | 0:2                | Локомотив (Москва)         |
| 27.03.1976 | Янгієр (Янгієр)          | 0:1                | Чорноморець (Одеса)        |
| 28.03.1976 | Дніпро (Дніпропетровськ) | 2:0                | Зірка (Перм)               |

## 1/8 фіналу
| Дата       | Команда 1            | Рахунок | Команда 2                |
| ---------- | -------------------- | ------- | ------------------------ |
| 05.05.1976 | Динамо (Тбілісі)     | 3:0     | Зеніт (Ленінград)        |
| 05.05.1976 | Зоря (Ворошиловград) | 0:1 дч  | Шахтар (Донецьк)         |
| 05.05.1976 | Карпати (Львів)      | 1:0     | Крила Рад (Куйбишев)     |
| 05.05.1976 | Локомотив (Москва)   | 0:1 дч  | Арарат (Єреван)          |
| 06.05.1976 | Таврія (Сімферополь) | 0:1     | Дніпро (Дніпропетровськ) |
| 12.05.1976 | ЦСКА (Москва)        | 2:1     | Торпедо (Москва)         |
| 27.05.1976 | Чорноморець (Одеса)  | 2:3 дч  | Динамо (Москва)          |

## 1/4 фіналу
| Дата       | Команда 1                | Рахунок            | Команда 2        |
| ---------- | ------------------------ | ------------------ | ---------------- |
| 04.06.1976 | Дніпро (Дніпропетровськ) | 2:1                | Динамо (Київ)    |
| 12.06.1976 | Динамо (Тбілісі)         | 2:1                | Карпати (Львів)  |
| 03.07.1976 | Арарат (Єреван)          | 2:1                | ЦСКА (Москва)    |
| 03.07.1976 | Динамо (Москва)          | 0:0 дч, (пен. 2:3) | Шахтар (Донецьк) |

## Півфінали
| Дата       | Команда 1        | Рахунок | Команда 2                |
| ---------- | ---------------- | ------- | ------------------------ |
| 30.08.1976 | Арарат (Єреван)  | 2:1     | Дніпро (Дніпропетровськ) |
| 30.08.1976 | Шахтар (Донецьк) | 0:2     | Динамо (Тбілісі)         |

## Фінал
| 3 вересня 1976 |

| «Динамо» (Тбілісі)                              | 3 – 0    | «Арарат» (Єреван) |
| ----------------------------------------------- | -------- | ----------------- |
| Кіпіані 27' Кантеладзе 64' (пен.) Челабадзе 68' | Протокол |                   |

| Центральний стадіон (Москва) Глядачів: 45 000 Арбітр: Казаков (Москва) |